# Montes Raukumara
Os Montes Raukumara estão localizados ao norte de Gisborne, perto de East Cape na ilha Norte da Nova Zelândia. Fazem parte da principal cadeia de montanhas da Ilha Norte, que corre norte-nordeste de Wellington a East Cape, e é composta principalmente de grauvaques, argilitos, siltitos e arenitos do Cretáceo.